# DesktopBSD
DesktopBSD — операційна система створена на основі FreeBSD. Система орієнтована на використання як ОС для робочих станцій (див. Настільний комп'ютер). Відмінності від прабатька полягають у використанні за замовчуванням віконного інтерфейсу KDE та відповідного, для робочих станцій, набору програм. Встановлення системи відбувається за допомогою графічного інсталятора на базі BSD Installer. Є можливість запускати DesktopBSD з дистрибутивного диску, без інсталяції на комп'ютер (див. LiveCD). Остання версія — 1.7 від 7 вересня 2009 року, заснована на 7.2-RELEASE-p3.

## Історія
7 вересня 2009 вийшла версія 1.7. Це останній реліз, підготовлений за участю Пітера Гофера (Peter Hofer), засновника і єдиного активного розробника DesktopBSD, який оголосив про відхід з проекту. Відтепер майбутнє DesktopBSD залежить від того чи знайдуться ентузіасти, готові продовжити розвиток системи, наприклад, зайнятися переведенням дистрибутиву на KDE4. На жаль кілька місяців пошуку таких ентузіастів не увінчалися успіхом.
Проте 20 травня 2010 з'явилася інформація про те, що до роботи над випуском DesktopBSD 2.0 стала невелика команда з чотирьох німецьких розробників, які мають намір продовжити розвивати дистрибутив в напрямі, ще раніше наміченому творцем проекту.